# Historische Moscheenstadt Bagerhat

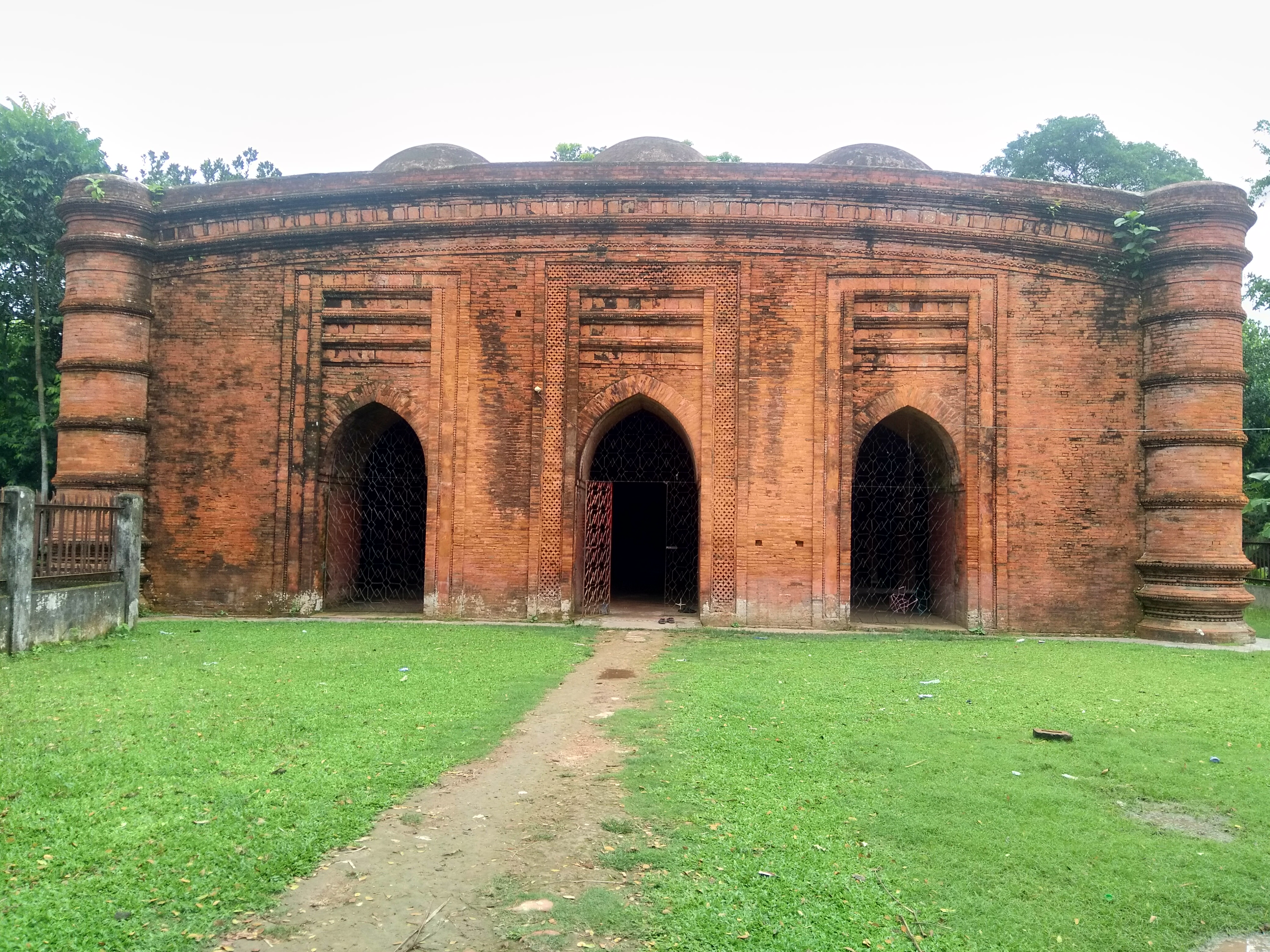
„Neun-Kuppel-Moschee“

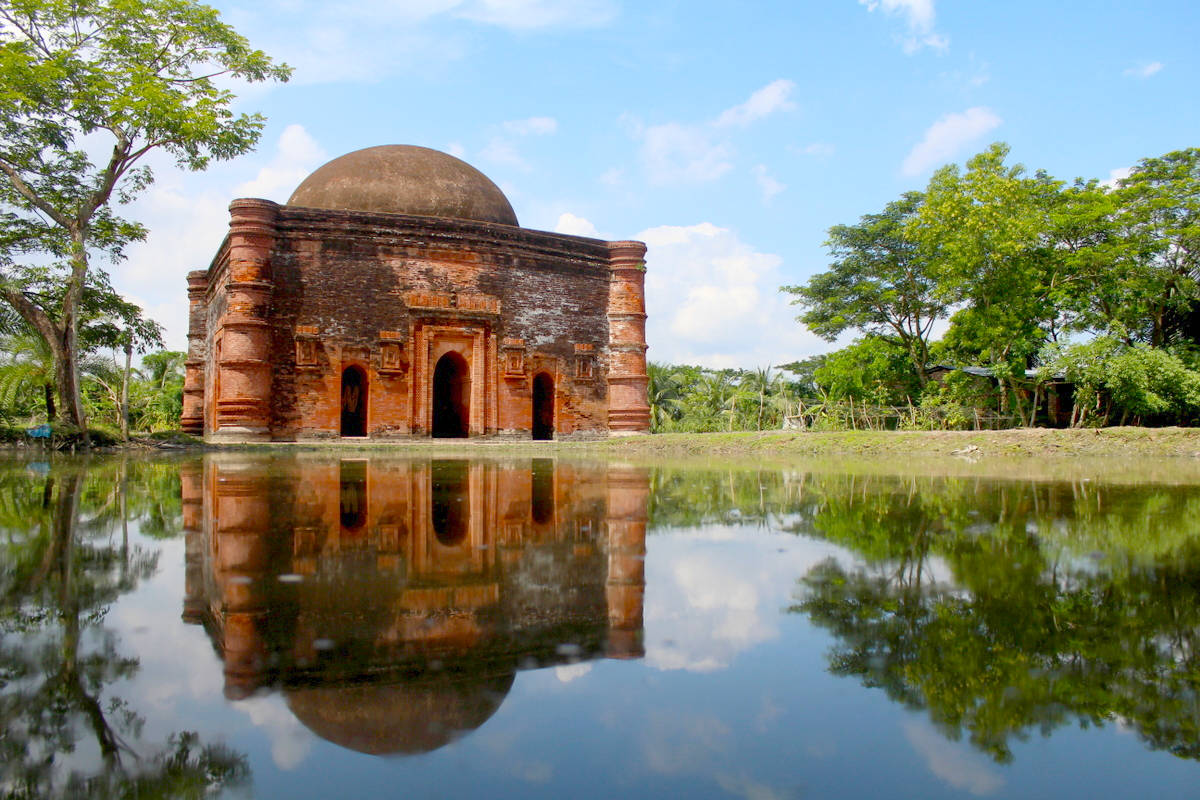
Einkuppelige Chuna-Khola-Moschee

Die Historische Moscheenstadt Bagerhat, früher Khalifatabad, gehört seit 1985 wegen ihrer zahlreichen islamischen Baudenkmäler des 15. und 16. Jahrhunderts zum Weltkulturerbe der UNESCO.

## Lage
Bagerhat liegt im gleichnamigen Distrikt der Division Khulna in Bangladesch am Fluss Bhairab in einer Höhe von ca. 10 m.

## Geschichte
Die Stadt wurde im frühen 15. Jahrhundert vom türkischstämmigen General Khan Jahan Ali unter dem letzten Sultan der in Delhi regierenden Tughluq-Dynastie, Nasir-ud-din Mahmud Shah (reg. 1442–1459), gegründet.

## Sehenswürdigkeiten
- Etwa 7 km westlich der Stadt steht die auf einem querrechteckigen Grundriss und aus gebrannten Ziegeln errichtete „Sechzig-Kuppel-Moschee“ (ষাট গম্বুজ মসজিদ, IAST: Ṣāṭa gambuja masajida, Shaith-Gumbad-Masjid). Sie wurde zu Beginn des 15. Jahrhunderts im Auftrag des bis hierhin vorgestoßenen Heerführers Khan Jahan Ali, dem – bis zu seinem Tod (1459) – regionalen und faktisch unabhängigen Herrscher von Khalifatabad im Stil der Moscheebauten der Tughluq-Dynastie (vgl. Khirki-Moschee (Delhi)) erbaut. Die mit sparsamen Terrakotta-Applikationen versehenen Außenwände und die Pfeiler im Innern tragen ein von 77 Kuppeln dominiertes und in der Mitte aller vier Seiten leicht gewölbtes Dach im bengalischen Stil. Vier weitere Kuppeln schließen die Ecktürme ab, von denen die beiden vorderen als Treppentürme ausgebildet sind. Drei Seiten der Moschee sind durch Portale geöffnet; lediglich die nach Westen (= Mekka) orientierte Qibla-Wand ist wie üblich geschlossen. Ein schmaler Zugang rechts des Mihrab war wahrscheinlich ausschließlich dem Herrscher, in diesem Fall also Khan Jahan Ali, vorbehalten.
- Der Moscheegründer wird heute von vielen Muslimen als „Heiliger“ verehrt und sein in der Nähe von Bagerhat stehendes Kuppel-Mausoleum mit hängenden Dachecken ist eine bedeutende Pilgerstätte. Die Grabmoschee ist ein schönes Beispiel ein Ein-Kuppel-Moschee (Ek Gombuz).
- Ein weiterer historisch bedeutsamer Moscheebau in Bagerhat ist die deutlich kleinere und auf einem quadratischen Grundriss erbaute „Neun-Kuppel-Moschee“ (Noi Gombuz Masjid), die der Überlieferung zufolge im 16. Jahrhundert von einem General der Armee des ersten Mogul-Herrschers Babur errichtet wurde. Hier finden sich bereits eine etwas deutlichere Krümmung des Daches sowie geometrische Schmuckmotive in der Fassadengestaltung (z. B. Schachbrettmuster). Die drei Portale auf der Ostseite schließen mit je einem dekorativen dreifachen Sturzbalken. Die Ecken werden jeweils von runden Treppentürmen gebildet.
- Ein ähnliches Bauschema – allerdings mit nur einer großen zentralen Kuppel – findet sich auch in der Chuna Khola Masjid, der Singara Masjid und der Ronvijoypur Masjid.